# Welcome to 僕らのセカイ/Go!! リスタート
- ラブライブ! > ラブライブ!スーパースター!! > Liella! > Welcome to 僕らのセカイ/Go!! リスタート

「Welcome to 僕らのセカイ/Go!! リスタート」（ウェルカム・トゥ・ぼくらのセカイ／ゴー・リスタート）は、Liella!のシングル。2022年8月17日にLantisから発売された。

## 背景
前作「追いかける夢の先で」から1週間ぶりとなるシングルで、3週連続リリースの第3弾としてテレビアニメ『ラブライブ!スーパースター!!』の第2期挿入歌である表題曲2曲とカップリング曲及びそれらのオフヴォーカルが収録している。
表題曲「Welcome to 僕らのセカイ」は、テレビアニメ『ラブライブ!スーパースター!!』の第2期第1話の劇中歌として使用された。歌唱は1期生の5人だけだが、1番サビ直前にある「え！うそ!?」のセリフだけ、桜小路きな子（鈴原希実）が参加している。実際のライブにおいてもこれに準じた演出となるほか、ラストサビでは鈴原希実も合流し6人でのパフォーパンスが実施された。
もうひとつの表題曲「Go!! リスタート」は、テレビアニメ『ラブライブ!スーパースター!!』の第2期第3話の挿入歌として使用された。

## 特記事項
「Go!! リスタート」の衣装について、2期生は桜小路きな子のみの参加だったが、テレビアニメ2期6話で1期生を挑発するシーンにおいて、米女メイ（薮島朱音）と若菜四季（大熊和奏）が「Go!! リスタート」の衣装を着用している。

## アートワーク
| 第1話盤 | Liella!                  |
| 第3話盤 | 澁谷かのん・桜小路きな子 |

## リリース
2022年8月17日にLantisから、「第1話盤」「第3話盤」の2形態でリリースされた。
初回生産特典として、『ラブライブ!スーパースター!! Liella! 3rd LoveLive! Tour〜 WE WILL!!〜』の宮城公演チケット最速先行抽選申込券と、ジャケットシールが封入されている。

## チャート成績
2022年8月29日付のオリコン週間シングルランキングで3位にランクインした。
2022年8月24日付のBillboard Japan Hot Animationでは12位、Billboard Japan Hot 100では50位にそれぞれランクインした。

## 収録曲
| 全作詞: 宮嶋淳子。 |                                        |           |                 |                           |      |
| #                  | タイトル                               | 作詞      | 作曲            | 編曲                      | 時間 |
| 1.                 | 「Welcome to 僕らのセカイ」(Liella!)   | 宮嶋淳子  | 光増ハジメ      | - EFFY - 弦管編曲: 森悠也 | 4:20 |
| 2.                 | 「Go!! リスタート」(Liella!)           | 宮嶋淳子  | 石黒剛 常楽寺澪 | 石黑剛                    | 3:32 |
| 3.                 | 「色づいて透明」(Liella!)              | 宮嶋淳子  | 藤井万利子      | 石黑剛                    | 3:48 |
| 4.                 | 「Welcome to 僕らのセカイ」(Off Vocal) | 宮嶋淳子  |                 |                           | 4:20 |
| 5.                 | 「Go!! リスタート」(Off Vocal)         | 宮嶋淳子  |                 |                           | 3:32 |
| 6.                 | 「色づいて透明」(Off Vocal)            | 宮嶋淳子  |                 |                           | 3:48 |
| 合計時間:          | 合計時間:                              | 合計時間: | 合計時間:       | 23:20                     |      |

| 全作詞: 宮嶋淳子。 |                                        |           |                 |                           |      |
| #                  | タイトル                               | 作詞      | 作曲            | 編曲                      | 時間 |
| 1.                 | 「Welcome to 僕らのセカイ」(Liella!)   | 宮嶋淳子  | 光増ハジメ      | - EFFY - 弦管編曲: 森悠也 | 4:20 |
| 2.                 | 「Go!! リスタート」(Liella!)           | 宮嶋淳子  | 石黒剛 常楽寺澪 | 石黑剛                    | 3:33 |
| 3.                 | 「揺らぐわ」(Liella!)                  | 宮嶋淳子  | めんま          | 家原正樹                  | 3:29 |
| 4.                 | 「Welcome to 僕らのセカイ」(Off Vocal) | 宮嶋淳子  |                 |                           | 4:20 |
| 5.                 | 「Go!! リスタート」(Off Vocal)         | 宮嶋淳子  |                 |                           | 3:33 |
| 6.                 | 「揺らぐわ」(Off Vocal)                | 宮嶋淳子  |                 |                           | 3:28 |
| 合計時間:          | 合計時間:                              | 合計時間: | 合計時間:       | 22:43                     |      |

### ユニットメンバー
1. ↑  澁谷かのん（伊達さゆり）、唐可可（Liyuu）、嵐千砂都（岬なこ）、平安名すみれ（ペイトン尚未）、葉月恋（青山なぎさ）
2. 1 2 3 4  澁谷かのん（伊達さゆり）、唐可可（Liyuu）、嵐千砂都（岬なこ）、平安名すみれ（ペイトン尚未）、葉月恋（青山なぎさ）、桜小路きな子（鈴原希実）、米女メイ（薮島朱音）、若菜四季（大熊和奏）、鬼塚夏美（絵森彩）
3. 1 2  澁谷かのん（伊達さゆり）、唐可可（Liyuu）、嵐千砂都（岬なこ）、平安名すみれ（ペイトン尚未）、葉月恋（青山なぎさ）、桜小路きな子（鈴原希実）